# ナスカ研究所
ナスカ研究所は、ペルーのイカ県ナスカ市にある、山形大学の付属研究所である。2012年10月30日に開所した。
2004年から山形大学の坂井正人、阿子島功、渡邊洋一、本多薫らのチームがナスカの地上絵の研究を行い、新しい地上絵の発見などの研究成果をあげてきたが、研究をさらに推進するためにナスカ研究所が設立された。現地で立ち入り調査を認められている数少ない研究機関である。
- 所長： 是川晴彦
- 建物： 鉄筋2階建、敷地面積約538m2、建物面積約500m2